# Christian Swärd
Jan Cristian Robin Swärd (* 28. März 1987 in Karlstad) ist ein schwedischer Eishockeyspieler, der zuletzt bis 2011 für den Skåre BK in der schwedischen Division 1 spielte.

## Karriere
Swärd begann seine Karriere in der Jugendmannschaft des unterklassigen Vereins Hammarö HC, bevor er ab der Saison 2002/03 in der U18-Mannschaft des Färjestad BK spielte. Für diesen erzielte der Rechtsschütze in 38 Spielen insgesamt 25 Scorerpunkte. Zur Saison 2005/06 wechselte er zum Skåre BK in die dritte schwedische Eishockeyliga, die Division 1. Während dieser Zeit stand der rechte Flügelstürmer für vier Spiele im Kader des Elitserienvereins Färjestad BK.
Zu Anfang der Saison 2008/09 verpflichteten die Eisbären Juniors Berlin den Schweden und setzten ihn im Oberligateam ein. Im Januar 2009 wurde Swärd mit einer Lizenz für die Profimannschaft ausgestattet und ging für die Eisbären Berlin auf das Eis, mit denen er in derselben Saison Deutscher Meister wurde. Nach diesem Erfolg kehrte er zum Skåre BK zurück, für den er weitere zwei Jahre lang bis 2011 spielte. Seither ist er vereinslos.

## Erfolge und Auszeichnungen
- 2009 Deutscher Meister mit den Eisbären Berlin

## Karrierestatistik
(Legende zur Spielerstatistik: Sp oder GP = absolvierte Spiele; T oder G = erzielte Tore; V oder A = erzielte Assists; Pkt oder Pts = erzielte Scorerpunkte; SM oder PIM = erhaltene Strafminuten; +/− = Plus/Minus-Bilanz; PP = erzielte Überzahltore; SH = erzielte Unterzahltore; GW = erzielte Siegtore; 1 Play-downs/Relegation; Kursiv: Statistik nicht vollständig)